# Andrés Imperiale
Andrés Roberto Imperiale (* 8. Juli 1986 in Rosario) ist ein ehemaliger argentinischer Fußballspieler, der hauptsächlich als Innenverteidiger eingesetzt wurde. Während seiner Karriere spielte er für verschiedene Vereine in Südamerika, Nordamerika und Europa.

## Karriere
Andrés Imperiale gab sein Debüt in der ersten Mannschaft von Rosario Central im Jahr 2005 und wurde 2007 fester Bestandteil des Profikaders. Er wurde sowohl als Innenverteidiger als auch als linker Außenverteidiger eingesetzt. Im Jahr 2009 wechselte er auf Leihbasis zum bolivianischen Klub Oriente Petrolero, auf Wunsch des damaligen Trainers Pablo Sánchez. Im Januar 2010 wurde er an den Erzrivalen Blooming verliehen. Noch im selben Jahr wechselte er nach Zypern zu Doxa Katokopia, bevor er zum Ligakonkurrenten Aris Limassol weiterzog.
Im Jahr 2012 traf Imperiale erneut auf Trainer Pablo Sánchez, diesmal beim chilenischen Klub Universidad de Concepción. Dort blieb er drei Spielzeiten, ehe er sich 2015 dem costa-ricanischen Spitzenverein Deportivo Saprissa anschloss und mit dem Team die Meisterschaft 2014/15 gewann. Im Januar 2016 unterschrieb er einen Vertrag beim US-amerikanischen Klub San Jose Earthquakes in der Major League Soccer. Ende 2017 verließ Imperiale die Earthquakes und wechselte zum paraguayischen Traditionsklub Club Guaraní. Mit Guaraní gewann er 2018 die Copa Paraguay. Nach weiteren Stationen in Chile bei Deportes Iquique und San Luis wechselte er 2021 zu Barracas Central und gab im Januar 2022 sein Karriereende bekannt.

## Erfolge
Universidad de Concepción
- Meister der Primera B: 2013

Deportivo Saprissa
- Costa-ricanischer Meister: 2014/15

Club Guaraní
- Paraguayischer Pokalsieger: 2018